# Lasseube
Lasseube é uma comuna francesa na região administrativa da Nova Aquitânia, no departamento dos Pirenéus Atlânticos. Estende-se por uma área de 48,48 km². Em 2010 a comuna tinha 1 782 habitantes (densidade: 36,8 hab./km²).